# Statue de Denis Diderot
La statue de Denis Diderot est une œuvre d'Auguste Bartholdi installée sur la place Diderot de Langres en 1884. Longtemps contrarié par les partis conservateurs, cet hommage dut attendre l'élection d'un conseil communal républicain, en 1880, et le centenaire de la mort de l'écrivain en 1884 pour aboutir. Afin de financer le monument, deux comités présidés honorifiquement par Victor Hugo sont chargés de récolter des dons. En outre, de par les relations qu'entretenait Catherine II de Russie avec Diderot, le conseil municipal s'emploie à demander une participation au tzar Alexandre III, qui accepte et contribue à hauteur de 2 000 francs, non sans que cela ne provoque des réactions. Conçue à Paris, la statue y est d'abord exposée avant d'être acheminée en train à Langres. L'inauguration du monument a lieu le dimanche 3 août 1884 avec le maire et en présence de députés, sénateurs, du préfet du département, de représentants de la Société des gens de lettres et de membres du conseil municipal de Paris ; il s'est ensuivi diverses manifestations festives et deux banquets.
En raison de l'oxydation, la statue est rénovée en 2008, s'inscrivant dans un plan de mise en avant du philosophe à l'intention de son tricentenaire en 2013.

## Genèse de l’œuvre

### Un hommage contrarié
En 1780, la Ville de Langres avait déjà demandé, et obtenu de Diderot-même, son buste réalisé en bronze par Jean-Antoine Houdon en 1773. Ce buste se trouve toujours à Langres, à la Maison des Lumières Denis Diderot.
En 1835, l'avocat Jean-Baptiste Migneret manifeste son incompréhension face à l'absence de toute inscription sur la maison natale de l'écrivain,,. La Société républicaine d’instruction se chargera d'une telle inscription en 1880,.
En 1844, Joseph Lescorné proposa à la ville de Langres une statue de l'écrivain. La place du Marché aux Porcs (actuelle place de l’Hôtel-de-Ville) devait recevoir le monument et être renommée place Diderot.
Sur cette proposition de statue, le journal La Haute-Marne rapportera la réaction d'un Langrois, datée du 8 janvier 1844 :

« Mais qu'on veuille inscrire son nom sur les murs de la cité, lui élever une statue, c'est ce que je ne peux comprendre […] cet homme dont la mémoire est aussi en horreur aux hommes démocratiques qu'aux hommes monarchiques. […] Non, j'en suis certain, on n’élèvera pas sur la première place de Langres, une statue sur la base de laquelle on ne pourrait écrire pour inscriptions, que ces deux vers : Et ses mains ourdiraient les entrailles du prêtre, / à défaut d'un cordon, pour étrangler les rois,. »

Le projet, d'abord approuvé par le conseil municipal du 6 août 1844, fut manifestement abandonné par la pression des partisans catholiques de la ville. Une souscription pour acheter le bronze et parer aux frais accessoires avait même été ouverte. Lescorné sculptera néanmoins dans le marbre un buste de Diderot, présenté au Salon de 1853, et offert, la même année à la Comédie-Française,,.
Dans une note datant de 1864-1865, Sainte-Beuve se montre lui-même réticent à l'idée d'ériger, à Langres, une statue à l’effigie de Denis Diderot : « Diderot appartient à la France. La vraie place d'une statue de Diderot est à Paris, au seuil et près du péristyle du palais des Beaux-Arts ».
Par la suite, la guerre franco-prusse (1870) et le gouvernement de l'Ordre moral (1873-1876) — visant, entre autres, une restauration de la monarchie — interdit toute avancée d’un projet de statue dédiée au philosophe. Un nouveau projet émerge en 1879, à l'occasion du 95e anniversaire de la mort de Diderot, mais il provoqua encore des tensions au sein du conseil municipal, au point, d'ailleurs de justifier la venue du préfet à Langres.

### L'occasion du centenaire de la mort de Diderot
Il faut finalement attendre 1882 pour qu'un conseil municipal, républicain et présidé par Jean-Ernest Darbot, introduise un nouveau projet, en prévision du centenaire de la mort de l'écrivain. La décision est prise le 8 juillet 1882,.
La place Chambeau, rebaptisée place Diderot, est choisie pour accueillir le monument et Auguste Bartholdi (1834-1904) est chargé de réaliser l’œuvre. La rue Saint-Amâtre donnant sur la place est elle aussi rebaptisée rue Diderot, poussant la rue qui portait alors le nom de rue Diderot à reprendre son nom précédent de rue de la Boucherie. Le choix de Bartholdi est dû aux relations des républicains proches de Léon Gambetta, aux liens du sculpteur avec la franc-maçonnerie et à l'influence d'Eugène Spuller, ami de Gambetta et co-fandateur du Journal de Langres, ancêtre du Spectateur. Au reste, le sculpteur est déjà bien connu à l'époque, pour le Lion de Belfort, réalisé trois ans plus tôt, et pour travailler sur La Liberté éclairant le monde qu'il terminera en 1884.

### Financement
À Sa Majesté l'Empereur de toutes les Russies
La France entière voudra s'unir à nous rendre au philosophie, à l'écrivain, au penseur, ce suprême hommage.
Mais nous avons pensé qu'une place était due, parmi les premières promoteurs de l’œuvre, au descendant de cette glorieuse impératrice de Russie qui sut, avec tant de délicate générosité, venir en aide à DIDEROT vieillissant, et épargner aux dernières années de sa vie, les angoisses de la misère.
Nous sommes avec le plus profond respect,
Deux comités chargés de contribuer, selon Le Spectateur, « au succès de la tâche commune en provoquant les souscriptions, en éveillant les sympathies de la presse, en prenant enfin toute mesures qu'ils jugerons convenables pour que le Centenaire de Diderot soit véritablement une solennité nationale » sont mis en place : l'un à Langres, appelé Comité local, l'autre à Paris, appelé Comité parisien et rassemblés au sein d'un Comité général dont le président d'honneur est Victor Hugo. Dans ses lettres à Bizot de Fonteny, Louis-François Marcel dénoncera d'ailleurs l'incohérence du choix de Victor Hugo qui qualifiait — dans Littérature et philosophie mêlées — l’Encyclopédie de « livre où des hommes qui avaient voulu prouver leur force n'ont prouvé que leur faiblesse : un monument monstrueux dont le Moniteur de notre Révolution est l'effroyable pendant », expliquant que « Victor Hugo n'a guère fait autre chose que brûler ce qu'il a adoré et adorer ce qu'il a brûlé pendant les trente premières années de sa vie ».
Le comité local se compose des conseillers municipaux de l'époque ainsi que des directeurs de journaux républicain du département, celui de Paris est composé des deux sénateurs de la Haute-Marne, de ses trois députés, de Jean-Marie de Lanessan, de Claude Anthime Corbon et de plusieurs autres personnalités issue de la presse et de la politique.
Le 6 février 1883, le conseil municipal se charge d'écrire au tsar Alexandre III. La décision provoque selon Louis-François Marcel quelques remous au sein du conseil : un membre d’extrême gauche dénoncera le fait de devoir demander, en tant que Républicain, de l'aide à un monarque ; un autre membre soulignera l'incohérence avec le fait de ne pas vouloir de rois en France. Le 20 juillet 1883, le prince Orloff, ambassadeur de Russie à Paris, donnera réponse en apportant la somme de 2 000 francs au projet, :

Monsieur le maire,

J'ai l'honneur de vous transmettre ci-après la somme de 2 000 fr. que l'Empereur, mon auguste maître, a daigné destiner à la souscription pour l’érection d'un monument à Denis Diderot, à Langres.

Veuillez agréer, monssieur le maire, l’assurance de ma considération très distinguée.

L’ambassadeur de Russie,

Prince ORLOF

Sur cette réponse, Gustave Geffroy de La Justice déclarera : « Le dédain qu'elle marque pour Diderot dit assez quelle signification le czar accorde au don de ces 2 000 francs qu'il laisse tomber de si haut sur Langres, comme on jette un sou à un mendiant, sans regarder le malheureux qui psalmodie sa prière sous la fenêtre […] Entre deux pendaisons, il fait un petit signe amical à la philosophie, comme à une vieille connaissance », continuant sur la décision prise par le Conseil municipal : « Les bonshommes de Molinchard qui ont pris une si abominable posture agenouillée, devant le czar, ont-ils conscience de l'affront qu'ils ont infligé à la France née du XVIIIe siècle ? C'est peu probable. »
Le 24 août 1882, le conseil général de la Haute-Marne s'engage à contribuer à hauteur de 3 000 francs. De même, le ministère de l'Instruction publique et des Beaux-Arts, dont le directeur est proche de Bartholdi, accorde aussi une subvention de 3 000 francs. Parmi les généreux donateurs, la famille de Vandeul est aussi à noter.
En 1885, le montant des donations s'élève à 25 321,10 francs pour une dépense totale de 30 237,87 francs (1 052,87 francs pour les fondations, 8 485 francs pour le piédestal, 20 000 francs pour la statue et 700 francs pour les dépenses diverses). Pour couvrir le déficit, le conseil municipal votera une subvention de 5 000 francs. En outre, les festivités de l'inauguration qui devaient coûter 6 000 francs, auront finalement coûtées au moins 14 000 francs, suscitant des critiques de la part de l'opposition.

## Réalisation et installation

### Conception
Sculptée par Auguste Bartholdi, la statue est fondue dans les ateliers Thiébaut frères, avenue de Villiers, puis exposée aux Champs-Élysées avant d'être transportée à Langres par la compagnie de l'Est,. La compagnie de transport accordera le tarif le plus réduit par la demande du maire et des députés.
Une maquette du monument et le modèle plâtre sont conservés à Colmar au musée Bartholdi, et deux maquettes sont conservées dans les musées de Langres.

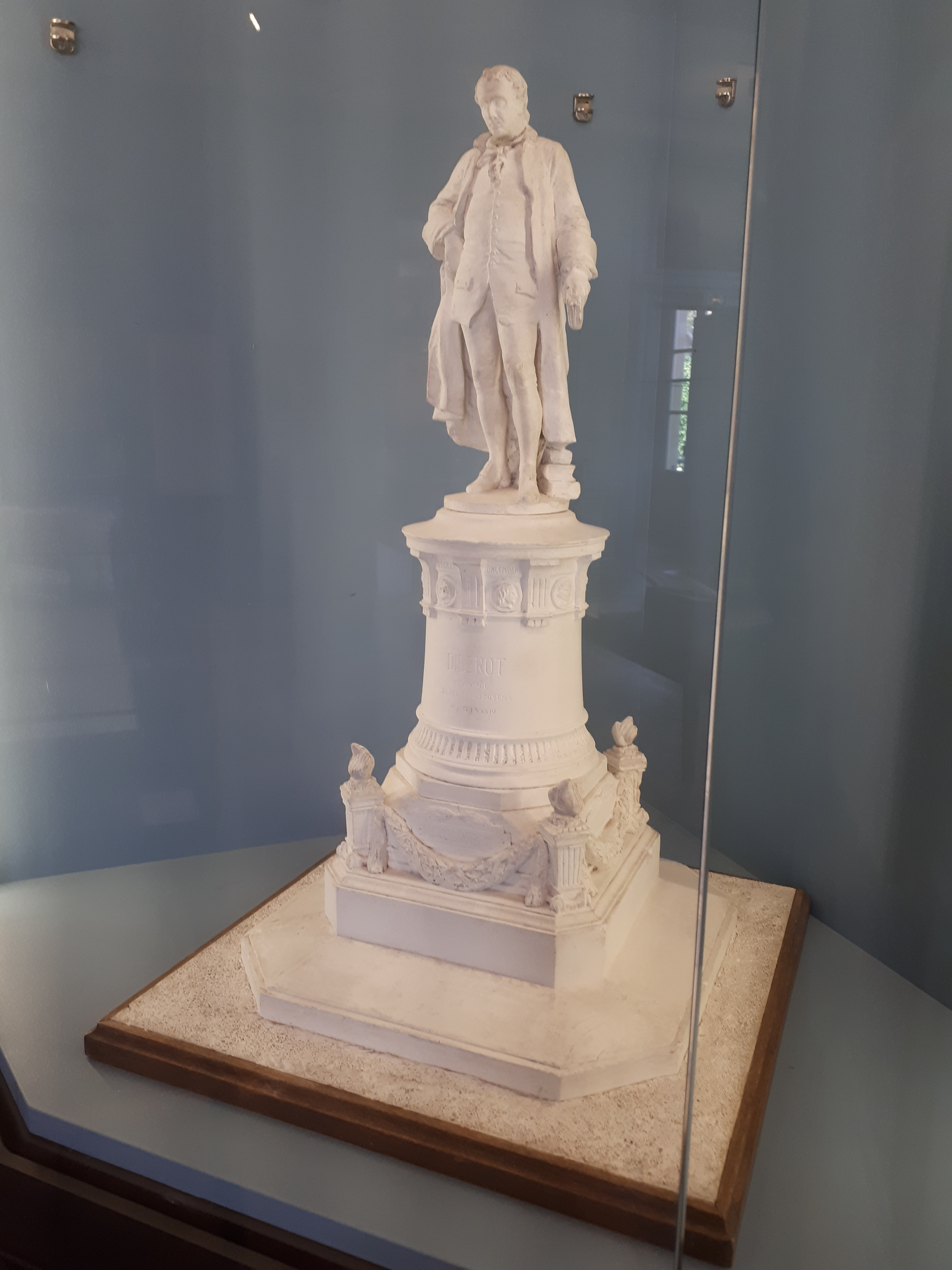
Maquette de la statue exposée à la Maison des Lumières Denis Diderot.
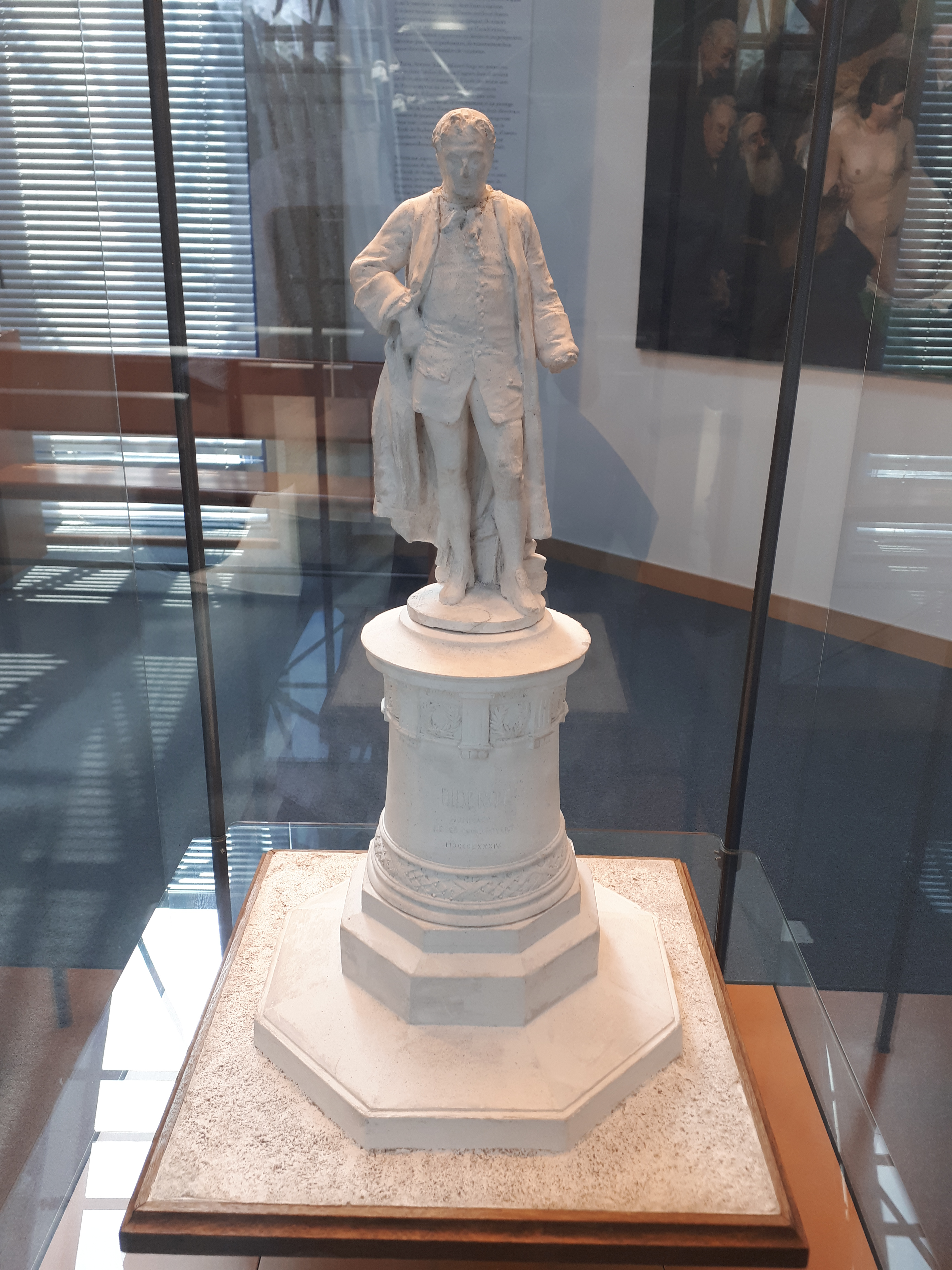
Maquette de la statue exposée au Musée d'Art et d'Histoire de Langres.

### Description

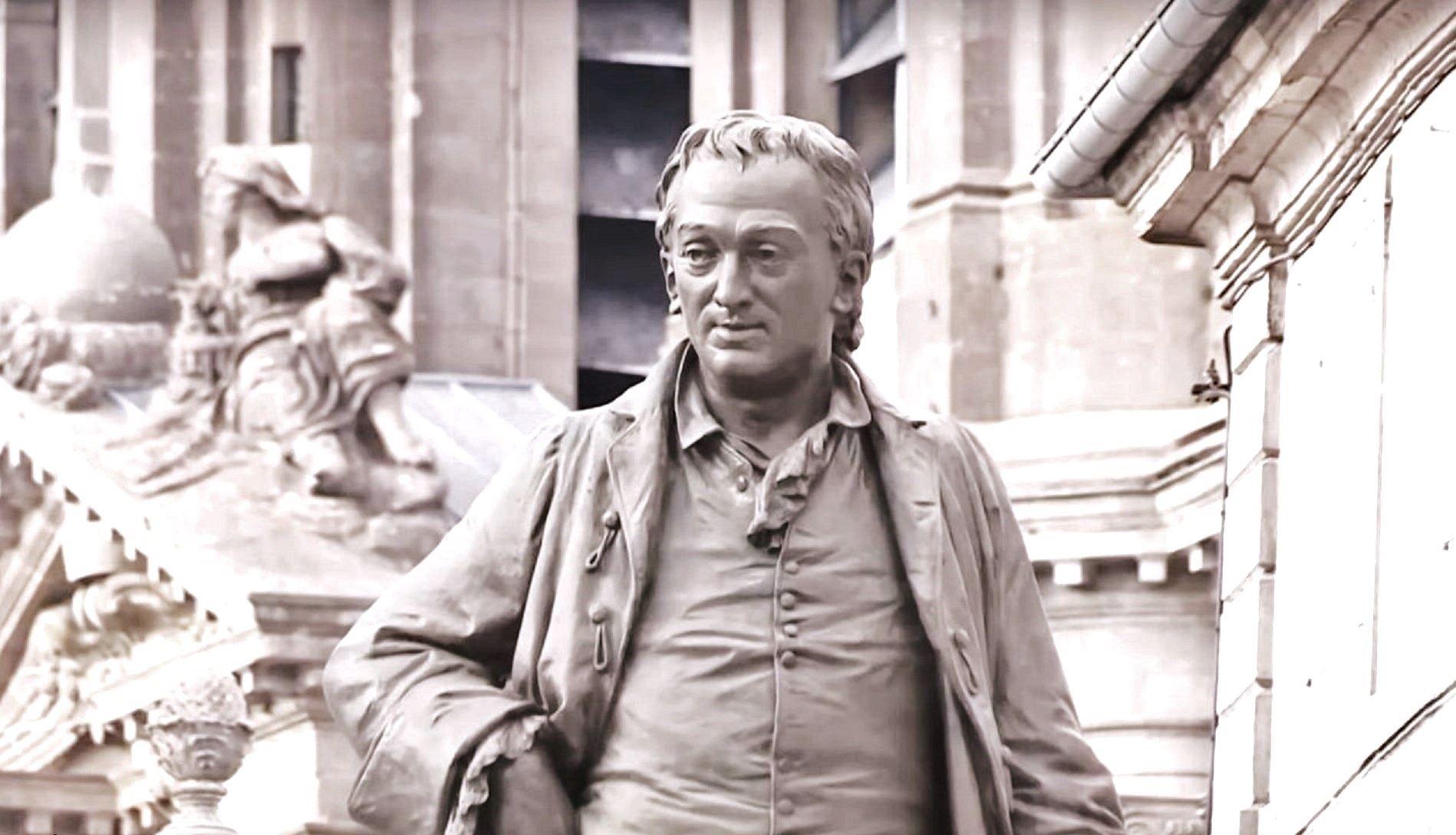
La statue de Denis Diderot

La statue d'une hauteur de 2,40 m et d'un poids de 3 000 kg est coulée en bronze par le procédé de la fonte au sable,,. Elle est creuse mais soutenue par une armature métallique. La statue représente Diderot pensif dans sa robe de chambre, venant de se lever d'un siège où il se livrait à la lecture et à la méditation. Il tient encore un livre de sa main gauche et soutient sa robe de chambre de la droite.
Le piédestal cylindrique est en pierre du Jura, une sorte de granit très dur dont la coloration est rosée. On peut y lire la dédicace « A DIDEROT / Hommage de ces concitoyens / MDCCCLXXXIV ». Le noms des contemporains associé à ses combats, dont des collaborateurs de l’Encyclopédie, sont gravés sous la corniche et entourés de feuilles de laurier,, : d'Alembert, Voltaire, Helvétius, Grimm, Condillac, Buffon, Turgot et d'Holbach. Enfin, des faisceaux ornent sa base.

### Installation
L'installation se fait sans encombre le 31 juillet 1884. L’œuvre remplace un kiosque urinoir à cinq places démantelé le 12 avril. À la suite d'un retard indépendant de la volonté de Bartholdi, un piédestal provisoire en plâtre peint est disposé en lieu et place de celui en pierre du Jura. De par l'orientation de la statue, Diderot tourne le dos à la cathédrale et regarde l'artère commerçante et animée de la ville.

## Inauguration

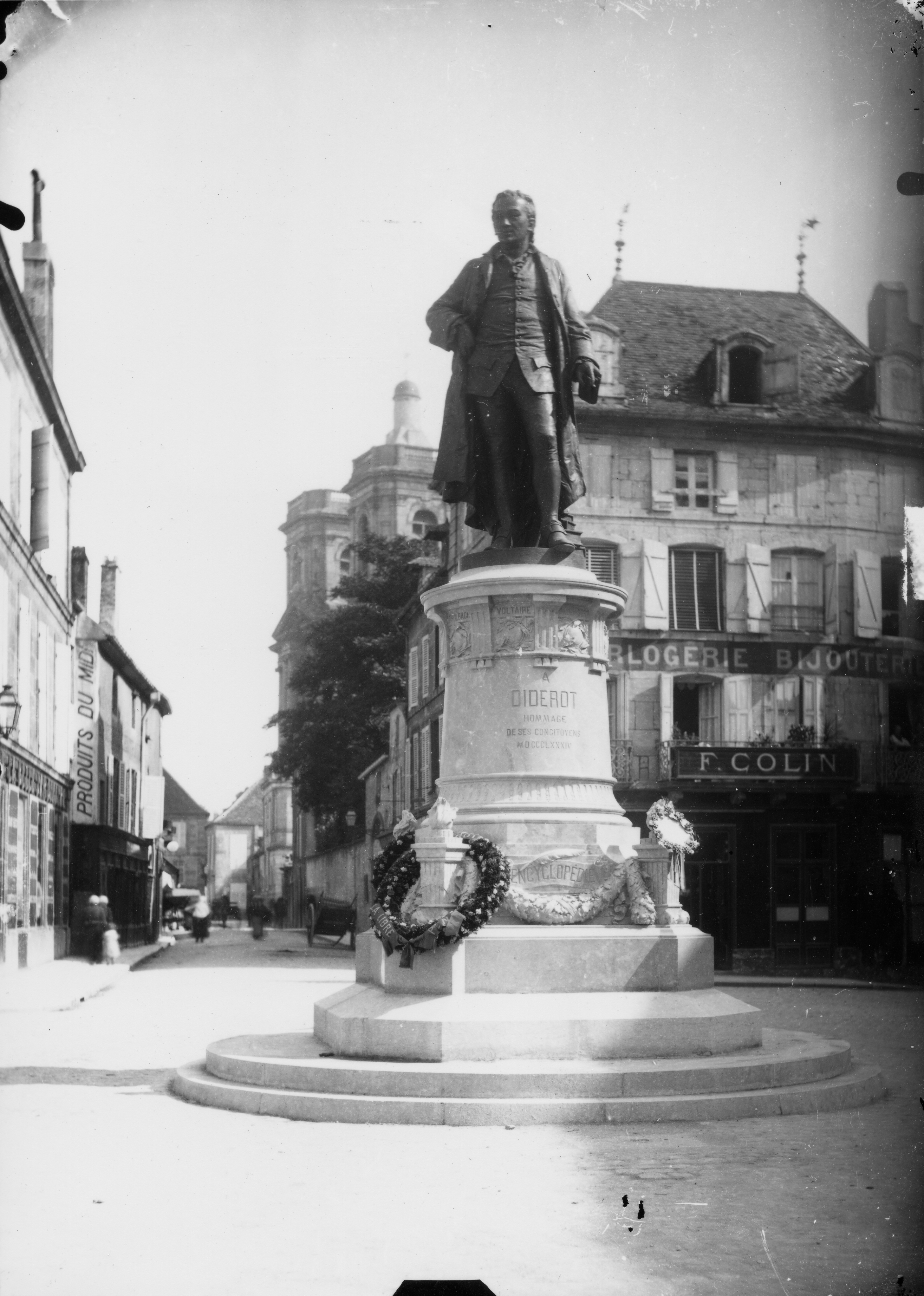
La statue de Denis Diderot à Langres en 1885, un an après son inauguration (Photo Victor Petit / Collection particulière).

La statue est inaugurée le 3 août 1884, par beau temps, déjà précédée la veille au soir d'une retraite aux flambeaux, accompagnée d'une fanfare et d'illuminations,.
Le matin de l'inauguration, ont lieu une salve d'artillerie, la réception des délégations et une distribution de secours aux indigents. Jean-Ernest Darbot, maire de Langres et vice-président du conseil départemental de Haute-Marne, reçoit la Légion d'honneur, au titre de chevalier, des mains du préfet de la Haute-Marne, à la suite de sa nomination à ce titre, la veille, par décret du président de la République, Jules Grévy.
Un cortège se forme à deux heures et demie de l'après-midi devant l'hôtel de ville, en présence des députés et sénateurs de Haute-Marne, du préfet, du sous-préfet de Langres, du conseil général, du conseil d'arrondissement, de messieurs Jolliet, Richebourg et Renaud pour la Société des gens de lettres et messieurs Cernesson et Pichon du conseil municipal de Paris. S'ensuit un discours devant la statue de la part du député de Haute-Marne Bizot de Fonteny, de Pichon, Richebourg et Jolliet avant que le voile recouvrant l’œuvre ne soit retiré,.
Par la suite a lieu une fête place Bel-Air. Un ballon dirigeable monté par Henri Lachambre est lâché vers 16 h 30, malgré l'orage s'annonçant. Ce dernier atterrira vers 17 h 30 près de Montigny-le-Roi. Plusieurs fanfares et sociétés de gymnastique sont conviées. Les sociétés de gymnastique sont au nombre de cinq : les sociétés langroise, chaumontaise et bourbonnaise, la Celtique d'Ivry-Paris et la Patriote de Vendeuvre ; les fanfares et harmonies sont quant à elles au nombre de six.
Le soir, deux banquets sont organisés : le premier en plein air réunit les sociétés ayant participé à la fête avec environ 400 convives, et le second par souscription, se tenant au dortoir du collège, comprend toutes les personnes ayant fait partie du cortège. De nombreux toasts sont portés au sein du second banquet,.
La soirée se termine par une retraite vers le monument au son de La Marseillaise et un feu d'artifice, autant que l'aura permis l'orage qui éclata aux alentours de 21 h 30.

## Réception

### Réactions au projet

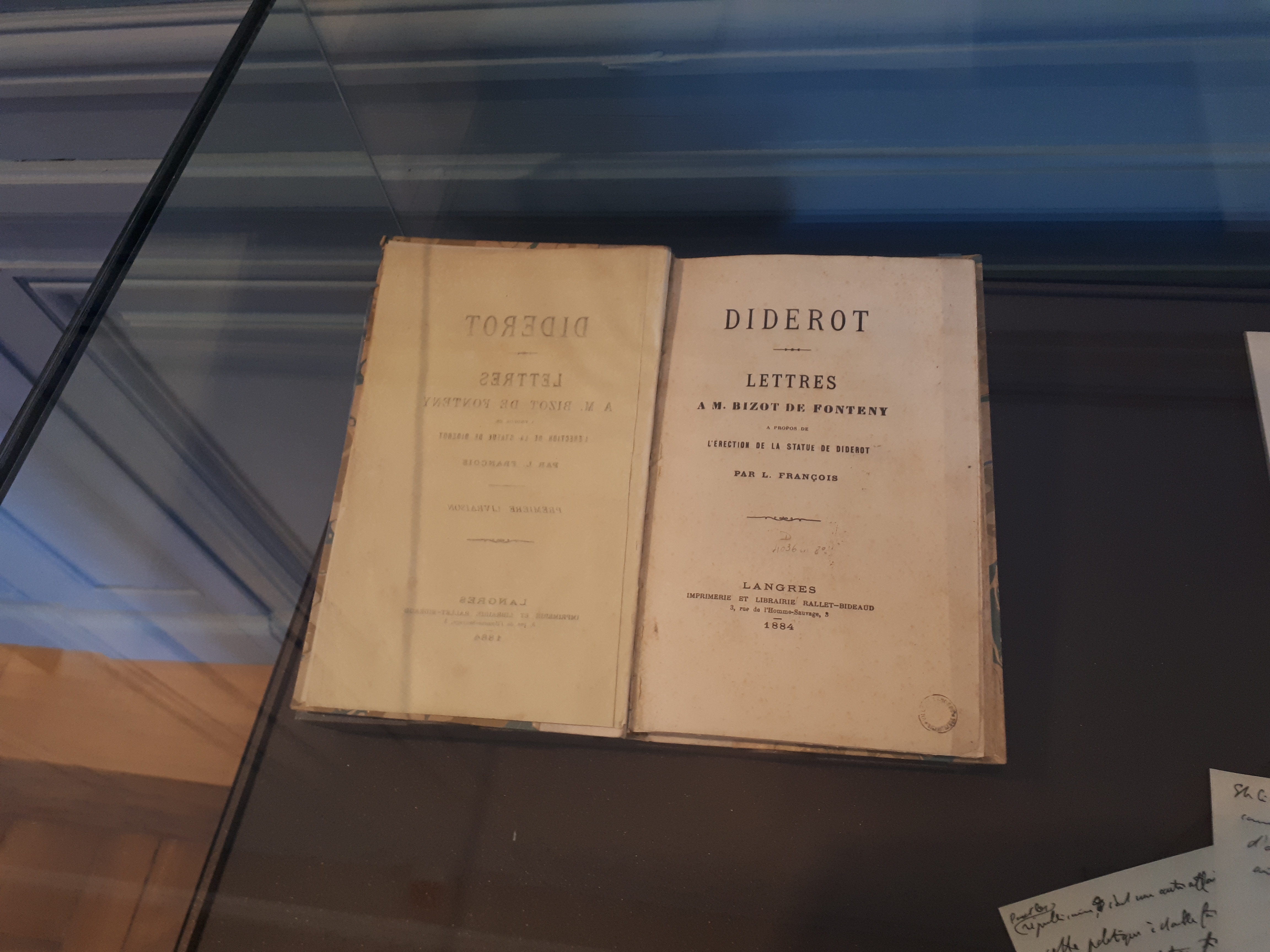
Exemplaire de Lettres à M. Bizot de Fonteny à propos de l'érection de la statue de Diderot, ouvrage anti-diderotiste du chanoine Marcel en réaction au projet, ici exposé à la Maison des Lumières Denis Diderot.

Sur le projet s'opposent les pro-Diderot appuyés par le soutien du journal local Le Spectateur, et les cléricaux menés par l'abbé Louis-François Marcel qui — à la manière de Mgr Dupanloup contre le centenaire de Voltaire — publie le long de l'année 1884 ses Lettres à M. Bizot de Fonteny à propos de l'érection de la statue de Diderot, un pamphlet contre l'encyclopédiste et ses partisans via le pseudonyme de Louis François,.
Pour Louis-François Marcel, le projet ne fait que s'inscrire dans une succession de statues érigées depuis la présidence de Jules Grévy, pastichant ainsi le vers de Boileau : « Aimez-vous la statue : on en a mis partout ». L'auteur explique que cela permet aux républicains de participer à des inaugurations pour y « faire admirer l'éloquence qu'ils ont, ou plutôt qu'ils croient avoir, en exposant ce qu'ils appellent leur programme de gouvernement », et ainsi se faire « une virginité électorale ». D'autre part, selon Marcel, il s'agit là d'« une œuvre essentiellement maçonnique ». Dans ses lettres, le chanoine relate les propos d'un ami qui explique que le but d'« une manifestation en l'honneur de Diderot, ce n'est pas d'honorer la mémoire d'un compatriote, c'est d'insulter à la foi religieuse de toute une cité ».
Au moment de l’inauguration du monument, le rédacteur en chef du journal Le Spectateur, G. Delécolle, explique : « Faire l'apothéose de Diderot, c'était faire l'apothéose de ce siècle de penseurs, de chercheurs et déjà de révoltés contre les monstrueux abus dont avait toujours, jusque-là souffert l'humanité. M. Bartholdi l'a admirablement compris. Son œuvre a un cachet original qu'on ne lui déniera pas. »

### Analyse
Selon Michel Delon, professeur de littérature française du XVIIIe siècle à l’université Paris IV-Sorbonne, la volonté de statufication de Diderot est à rapprocher du fait que le philosophe soit absent du panthéon en raison de la disparition de son corps. Quant à la statue en elle-même, pour Delon, elle met « en scène l'homme des livres, il en lit, en écrit, en commente, toute sa vie durant. Il vit parmi eux et avec eux. »

### La statue et les péripéties de potaches
Après la Seconde Guerre mondiale, le collège Diderot, réservé aux garçons, et le collège de jeunes filles fusionnent pour donner naissance en 1946 au collège classique mixte de Langres et un esprit de solidarité commence à émerger au sein des classes de second cycle. Les élèves prennent alors l’habitude d’organiser un monôme après la distribution des prix afin de marquer la fin de l’année scolaire.
En 1950, les élèves agrémentent les festivités en défilant en ville avec de vieilles bicyclettes accompagnés d'acclamations et par l'« Orphéon du Bahut »,.
À partir de 1951, les élèves de terminale décidèrent de déguiser la statue la nuit précédant la distribution des prix. Cette action reçut, dans un premier temps, de la part des Langrois un mauvais accueil et donnera lieu à une enquête du commissaire de police. Le principal, connaissant pourtant bien les responsables, prétendra au commissaire de n'avoir aucun soupçon concernant les fauteurs de trouble. Initialement, le thème du déguisement était plus ou moins lié à un événement local, mais c'est en 1963, avec le Tour de France, que le thème se lie à un événement national ou international,. La distribution des prix étant supprimée après 1968, les plaisanteries eurent lieu entre les épreuves écrites et orales du baccalauréat,. La tradition du déguisement cesse au moment de la rénovation du monument pour reprendre en 2013.
Parmi les déguisements, certains seront plus marquants que d'autres : à l'occasion du cinquantième anniversaire de la Première Guerre mondiale, en 1964, la statue est déguisée en poilu. Cependant, le costume est rapidement retiré par les autorités pour des raisons de respect, au point qu'aucune photographie n'ai été prise. En 1966, la statue est déguisée en religieuse à la poitrine généreuse avec une paire de ciseaux coupant une bobine de film en raison de la sortie en salle de la Religieuse de Jacques Rivette. Le déguisement fait alors la une de l'Humanité.

### Le monument et les célébrations de Diderot
La statue de Bartholdi devient un lieu de passage lors des célébrations relatives à Diderot. En 1913 par exemple, le ministre de l’Intérieur, Louis-Lucien Klotz, se rend à Langres afin de célébrer le bicentenaire de l'encyclopédiste. La place Diderot et son monument, décoré pour l'occasion de couronnes, constitue le lieu d'arrivée du cortège. La restauration de la statue en 2008, s'inscrit quant à elle dans le plan Langres-Diderot 2013 en vue du tricentenaire du philosophe. Son inauguration est suivie de  réflexions autour de Diderot et Bartholdi.

## Restauration de 2008
Oxydée et altérée par le temps, la statue en bronze a fait l'objet d'une importante restauration en 2008, via un large soutien du Crédit Agricole Champagne Bourgogne et de la Fondation du Crédit agricole - Pays de France, pour un coût d'environ 50 000 euros,. L’oxydation du métal a produit quelques coulées sur le piédestal et de plus, la pollution atmosphérique a causé une accumulation de suie, d'oxydation et de polluants dans les plis et les creux de la statue. D'autre part, la statue a connu des dégradations volontaires ou non, les lycéens s’amusant parfois à l'habiller.
L'oxydation du bronze est retirée par sablage, lui donnant une couleur dorée. Une patine légèrement verte et partielle est ensuite appliquée, avant qu'une patine artificielle ne le soit pour redonner une oxydation artificielle à la statue. Enfin, une cire microcristalline est appliquée pour protéger l'ensemble. Quant au piédestal, les parties dégradées subissent un remplacement par bouchons. La pierre du Jura n'existant plus, un prélèvement a été effectué pour déterminer la pierre qui pouvait posséder les caractéristiques géologiques les plus proches. Le laboratoire de recherche des monuments historiques à Paris en a conclu que la pierre correspondante était la pierre de Comblanchien. Après remplacement, la pierre a ensuite été vieillie par l'entreprise Maillefert de Rolampont.
L'œuvre ainsi restaurée est réinaugurée le 14 juin 2008, en présence, entre autres, de Luc Chatel, maire de Chaumont et conseiller régional de Champagne-Ardenne, et de l’académicien Michel Serres. Cette inauguration permet le lancement de la mission municipale Langres-Diderot 2013, plan quinquennal dont l'objectif est de permettre à Langres de « devenir un acteur majeur du tricentenaire de Diderot ».